# 夸尔托
夸尔托（義大利語：Quarto），是意大利那不勒斯省的一个市镇。总面积14平方公里，人口39810人，人口密度2843.6人/平方公里（2009年）。ISTAT代码为063063。